# Actinoptera rosetta
Actinoptera rosetta är en tvåvingeart som beskrevs av Munro 1934. Actinoptera rosetta ingår i släktet Actinoptera och familjen borrflugor. Inga underarter finns listade i Catalogue of Life.